# William Gowers
Pour les articles homonymes, voir Gowers.
Sir William Richard Gowers, né le 20 mars 1845 à Londres et mort le 4 mai 1915 dans la même ville, est un médecin neurologue et pédiatre britannique.
Il est le père de l'écrivain Sir Ernest Gowers, l'arrière-grand-père du compositeur Patrick Gowers et l'arrière-arrière-grand-père du mathématicien William Timothy Gowers.

## Résumé biographique
Il était le fils de William Gowers et de son épouse Ann Vemable. Il effectue sa scolarité à la Christ Church School d'Oxford et étudie la médecine au University College London où il a pour maître Sir William Jenner. En 1875, il épouse Mary Baines avec qui il a 4 enfants, 2 filles et 2 garçons, dont l'un, Ernest, deviendra écrivain.
En 1892, Gowers est, avec Sir David Ferrier et  John Hughlings Jackson l'un des fondateurs de la National Society for the Employment of Epileptics (Société nationale pour l'emploi des épileptiques), devenue plus tard la National Society for Epilepsy (Société nationale de l'épilepsie).
En 1897, il est fait chevalier.

## Éponymie
Il a laissé son nom au faisceau de Gowers (tractus spinocerebellaris anterior) et au signe de Gowers, qui correspond à l'absence d'activité des muscles proximaux des membres inférieurs, typiquement observé au moment du lever chez les enfants atteints de dystrophie musculaire.

## Œuvres
- W. R. Gowers. A manual of the nervous system. Philadelphia, 1886.